# 千咲まり
千咲 まり（ちさき まり、1991年12月20日 - ）は、日本のグラビアアイドル、フードファイター。門楼 まりりん（モンロウマリリン）名義でも活動した。

## 経歴
大阪府出身。学生の頃はかなりの肥満体だったが、18kgのダイエットを成功させ、モデル依頼を受けたことから芸能活動を始めることになった。この頃、写真家の大和田博一からポージングの特訓を受けた。また中村有志から演技指導を受け、劇団のピエロハーバーに短期間だが入団した。放送作家の寺崎要から2年ほど話術を学んだ。
写真家の山岸伸から「あなたはグラビアに向いている」と勧められてグラビア活動を意識するようになり、その後実際にグラビアの道へ進むことになった。また身長が低く単なるモデルでは生き残れないと、フードファイターとしての活動も始めるようになった。
サンスポアイドルリポーター (SIR) 7期候補生（2017年）となったが、後に辞退した。2017年8月にシーズセンチュリープロモーションを退社、2018年3月にキャスティング会社のMAHM株式会社を退社、以後はフリーで活動している。

## 出演

### テレビ
- ビーバップハイヒール（朝日放送） - 芸能活動を始めて最初の番組[2]
- 麒麟の部屋（毎日放送） - 温泉美女役[1]
- 大人の子守歌（サンテレビ）[1]
- ジャルやるっ!夏の特別SP（関西テレビ） - 100人美女センター[1]
- 元祖!大食い王決定戦（テレビ東京）[1]
- モノクラ〜べ（BSフジ） - 牛丼チェーン、すき家プレゼンター[1]
- モノモース（日本テレビ）[1]
- 大阪ほんわかテレビ（読売テレビ） - 大食い美女[1]
- BULL RockTV（サンテレビ）[1]
- ナニコレ珍百景（テレビ朝日）[1]
- 村上マヨネーズのツッコませて頂きます!（関西テレビ）[1]
- お願い!ランキング（テレビ朝日） - 90分間で8kg完食[1]
- 原宿アベニュー（Avema TV）[1] - 1日で11.3kgを完食（自己最高記録）[2]
- バレンタイン特別SP 『あなた告るの？別れるの？』（Avema TV）[1]
- グラビアアイドルの裏側（Abema prime）[1]
- アウト×デラックス（2020年1月30日、フジテレビ）

ほか、ノンストップ、ミヤネ屋、バイキング 等

### 雑誌・新聞
- 関西ウォーカー - 吉本芸人との対談[1]
- 産経スポーツ - グラビア一面[1]
- スポニチ - 表紙、脱ぎタイガース[1] - この頃からグラビア活動を本格化させた[2]
- BMTスポーツ - イメージガール[1]
- 月刊 マリンダイビング - 久米島撮影の記事が約5頁に渡り掲載[1]
- 実話ナックルズ（大洋図書） - 巻頭グラビア[1]
- 週刊大衆（双葉社） - 袋とじ4P[1]
- 金のEX（大洋図書） - 対談、グラビア掲載[1]

### 映画
- クロノス・ジョウンターの伝説[2]
- アスリート - 主人公の姉役[2]
- ホラーちゃんねる[2]

### Webドラマ
- ハッピーメール[2]

### 映像作品
- RESTART - 1st DVD[2]
- apartment Days! - VRグラビア[2]

### イベント
- オートサロン2018[1]